# Stazione di Inokashira-kōen
La stazione di Inokashira-kōen (井の頭公園駅?, Inokashira-kōen-eki) è una stazione ferroviaria situata nella città di Mitaka, nell'area metropolitana di Tokyo, a 12,1 km di distanza dal capolinea di Shibuya. La stazione serve la linea Keiō Inokashira e offre accesso al parco Inokashira, dal quale deriva il nome.

## Linee
Keiō Corporation
● Linea Keiō Inokashira

## Struttura
La stazione è dotata di 2 binari in superficie con due marciapiedi laterali.
| 1 | ■ Linea Inokashira | per Kichijōji                                     |
| 2 | ■ Linea Inokashira | per Kugayama, Meidaimae, Shimo-Kitazawa e Shibuya |

## Stazioni adiacenti
| «                       | Servizio                | »                       |
| Linea Inokashira (IN16) | Linea Inokashira (IN16) | Linea Inokashira (IN16) |
| ----------------------- | ----------------------- | ----------------------- |
| Mitakadai               | Locale                  | Kichijōji               |
| L'Espresso non ferma    |                         |                         |